# Dietmar Wunder

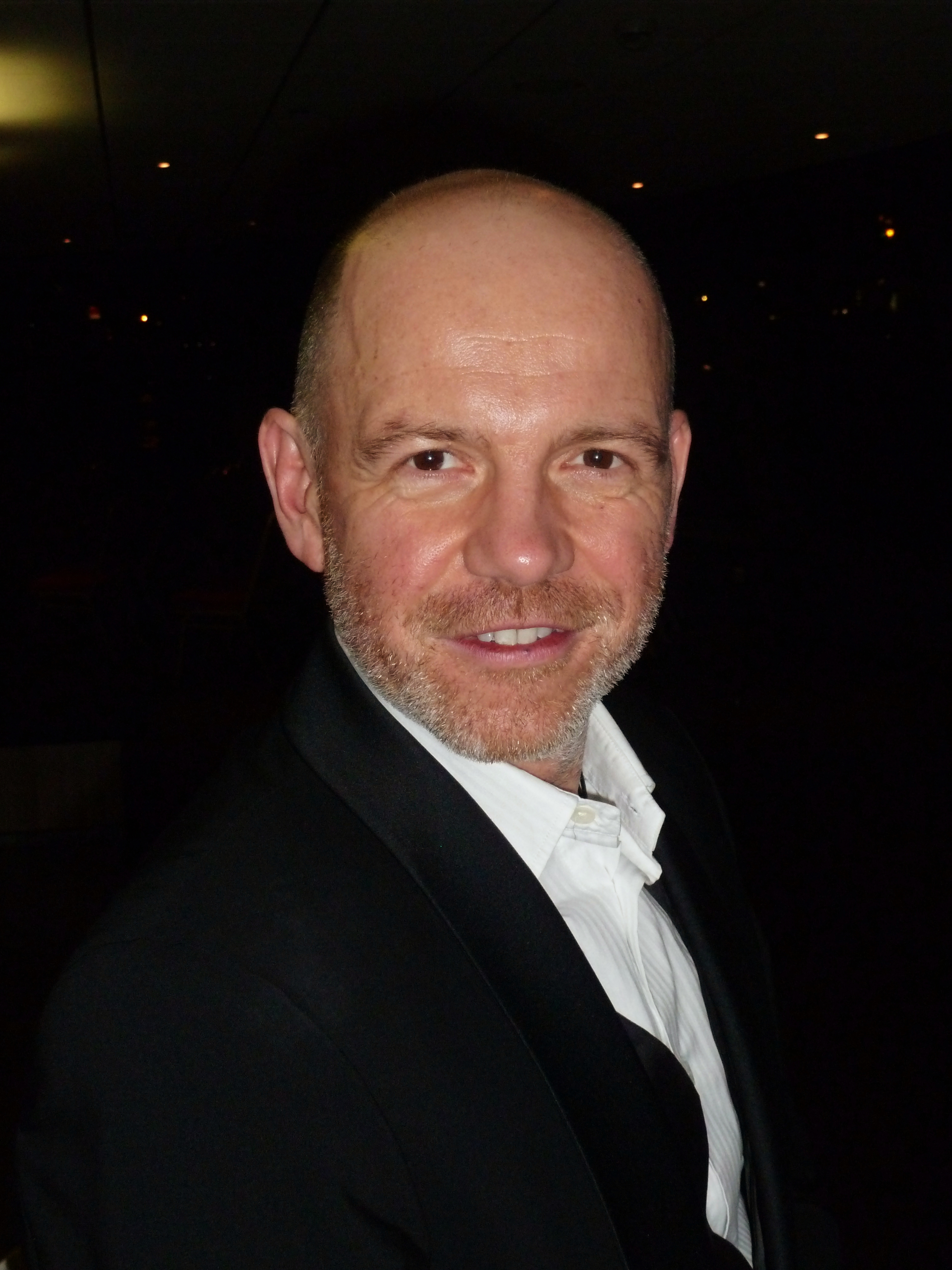
Dietmar Wunder im März 2012

Dietmar Wunder (* 5. Dezember 1965 in Berlin) ist ein deutscher Schauspieler, Synchronsprecher, Hörspielsprecher, Hörbuchsprecher und Synchronregisseur. Bekannt ist er vor allem als deutsche Feststimme von Adam Sandler, Cuba Gooding Jr., Daniel Craig, Don Cheadle, Sam Rockwell und Rob Lowe sowie gelegentlich Willie Garson.

## Leben und Wirken

### Theater, Film und Fernsehen
Dietmar Wunder, der sich bereits als Kind durch Sean Connery in den James-Bond-Filmen dazu inspiriert fühlte, selbst die Schauspielerei zu erlernen, schloss nach seinem Abitur zunächst eine Ausbildung zum Augenoptiker ab und war drei Jahre lang als solcher im Betrieb seiner Eltern tätig. Parallel dazu nahm er Schauspielunterricht und absolvierte im Anschluss seine Ausbildung in der Privatschule von Maria Körber.
Wunder agierte unter anderem in den Berliner Kammerspielen, an der Berliner Boulevardtheaterbühne, am Hansatheater und in der Komödie am Kurfürstendamm, darunter in der Inszenierung Wie werde ich reich und glücklich? von Felix Joachimson und Mischa Spoliansky, in der er sechs verschiedene Charaktere verkörperte (2001) sowie in der Rolle des Ottavio in einer Neufassung von Liebe, List und Leidenschaft (2002).
Vor der Kamera war Dietmar Wunder vor allem als Gastdarsteller zu sehen, unter anderem in Frauen, die Prosecco trinken (2001) und Bella Block (2003). In dem für den Adolf-Grimme-Preis nominierten Dokumentarfilm Grüße aus Dachau (2004) wurde er als Off-Sprecher eingesetzt. 2022 spielte Dietmar Wunder im Kurzfilm The Spawn den Hexenrichter „Ilan“.
Wunder lebt mit seiner Frau Yollette Thomas-Wunder (Schauspielerin und Regisseurin) in Berlin. Ihre beiden Kinder, Joshua und Nisha, sind ebenfalls in der Synchronbranche tätig. Sein Bruder Christian Wunder ist Geschäftsführer der Berliner Synchronfirma RC Production Kunze Wunder GmbH & Co KG.

### Dokumentationen
Wunder ist auch als Sprecher für Naturdokus tätig. Beispielsweise im Rahmen der in der Terra-X-Reihe gezeigten Mehrteiler Unsere Wälder und Russland von oben, die unter anderem von den Sendern ZDFinfo und 3sat ausgestrahlt werden. In dem Arte/ZDF-Musikdokumentarfilm Paul McCartney – Eine Beatles-Legende von Filmemacherin Judith Voelker über Popstar Paul McCartney, der 2022 aus Anlass seines 80. Geburtstags erschien, spricht Wunder ebenfalls den Kommentar im Hintergrund.

### Synchronisation
1991 stand Dietmar Wunder für seine erste Synchronaufnahme als stotternder Student in der Serie Happy Days im Atelier. Mit James Marshall in Twin Peaks und Rob Morrow in Ausgerechnet Alaska folgten kurze Zeit später die ersten Hauptrollen. Seit Mitte der 1990er Jahre ist er die Feststimme von Cuba Gooding junior, seit Beginn der 2000er Jahre von Adam Sandler. Zudem synchronisiert er regelmäßig Don Cheadle, David Spade und Sam Rockwell. Zu einer Auswahl weiterer Synchronrollen zählen: Edward Norton in American History X (1998), Doug Hutchison in The Green Mile (1999) und Jude Law in A.I. – Künstliche Intelligenz (2001). Aufmerksamkeit erlangte Dietmar Wunder 2006 durch seine Besetzung auf Daniel Craig in James Bond 007: Casino Royale, mit der sich nach eigenen Aussagen für ihn persönlich „ein Traum verwirklicht hat“. Seitdem ist er dessen Stammsprecher und übernahm die Rolle auch in Videospielen wie dem Wii-Titel GoldenEye 007. Passend als Stimme von James Bond synchronisierte er 2011 den britischen Agenten Finn McMissile im Animationsfilm Cars 2. Ferner synchronisierte er die Figur Vincent Valentine in dem Animationsfilm Final Fantasy VII: Advent Children. Außerdem sprach er den Protagonisten in Two Worlds, die Charaktere Haytham Kenway aus dem Action-Adventure-Spiel Assassin’s Creed III, Paladin Danse in Fallout 4, Atlas in BioShock und BioShock: Infinite DLC „Burial At Sea“ sowie Nate Bonnett aus den Point-and-Click-Adventure Serie The Book of Unwritten Tales.
Serienengagements erhielt Wunder unter anderem als deutsche Stimme von Robert Downey Jr. in Ally McBeal (1998–2002), Jackson Douglas in Gilmore Girls (2000–2007), Jason Wiles in Third Watch – Einsatz am Limit (2003), Mathew St. Patrick in Six Feet Under (2003–2008), Courtney B. Vance in Criminal Intent – Verbrechen im Visier (2004–2007), Rob Morrow in Numbers – Die Logik des Verbrechens (2005–2010), Carmine Giovinazzo in CSI: NY (2005–2014), Omar Epps in Dr. House (2006–2012) und Resurrection (2014–2015), David Spade in Meine wilden Töchter (2004–2006), Rules of Engagement (2009–2014) und Tabaluga in der gleichnamigen Zeichentrickserie.
Für seine Synchronisation von Thomas Lennon in Reno 911! war Wunder in der Kategorie „Herausragende männliche Synchronarbeit“ für den Deutschen Synchronpreis 2004 nominiert.

### Synchronregie
Parallel zu seiner Tätigkeit als Synchronschauspieler führt Wunder Dialogregie, die er als weiteren Schwerpunkt seiner Arbeit im Synchronatelier bezeichnet. Für Departed – Unter Feinden wurde er in der Kategorie „Herausragende Synchronregie“ für den Deutschen Synchronpreis 2008 nominiert.
Ferner war er für die deutschsprachigen Fassungen vieler Kinoproduktionen verantwortlich, so unter anderem für die Filmreihen American Pie und Die Chroniken von Narnia, für Das Vermächtnis der Tempelritter (2004), Miami Vice (2006), Das Vermächtnis des geheimen Buches (2007) und Avatar – Aufbruch nach Pandora (2009) sowie für die Fernsehserien CSI: NY, Criminal Intent, Life und Weeds. Letztere wurde 2008 in der Kategorie „Herausragend synchronisierte TV-Serie“ mit dem Deutschen Preis für Synchron ausgezeichnet.

### Hörproduktionen
Neben der Synchronisation ist Wunder in der Werbung, in Computer- und Hörspielproduktionen tätig, darunter als Don Harris in der Jason-Dark-Reihe Psycho-Cop, als Nate Bonnett in der Computerspieleserie The Book of Unwritten Tales sowie in wechselnden Gastrollen in Lady Bedfort und der von Lübbe-Audio veröffentlichten Hörspielreihe Geisterjäger John Sinclair, in der er in den Classics-Folgen ab Folge 10 und in der Edition 2000 ab Folge 101 die Sprechrolle des John Sinclair übernommen hat (vormals gesprochen von Frank Glaubrecht).
Von 2005 bis 2010 sprach er Student Kim Schmittke/Florian Bogner in der bis zu diesem Zeitpunkt 41-teiligen Mystery-Reihe Offenbarung 23, lehnte 2012 jedoch seine Mitwirkung an weiteren geplanten Folgen aus Altersgründen und Zeitmangel ab.
Seit 2011 arbeitet er regelmäßig mit dem Hörspielverlag Titania Medien zusammen. Allein im Jahr 2020 war er in vier Folgen der Hörspielreihe Gruselkabinett zu hören, darunter auch in Das gemiedene Haus nach der Vorlage von H. P. Lovecraft.
2012 sprach er in dem Action-Adventurespiel Assassin’s Creed III die Rolle des Haytham Kenway.
In Oliver Dörings Star Wars Hörspielserie Labyrinth des Bösen (nach dem gleichnamigen Roman von James Luceno) sprach Wunder den Charakter Dyne (ISBN 978-3-8291-2087-6).
In Monster 1983 spielte Wunder den Charakter Pat Wyman.
Als Hörbuchinterpret vertonte Wunder unter anderem Haus ohne Spuren von Viktor Arnar Ingólfsson (2007), Die Chronik der Unsterblichen von Wolfgang Hohlbein (2008), die Alex-Cross-Reihe des Kriminalautors James Patterson, die Parker-Reihe von Richard Stark, die Millennium-Trilogie von Stieg Larsson und die Punktown-Reihe von Jeffrey Thomas. Seit Der gehetzte Uhrmacher (2007) interpretiert Dietmar Wunder zudem regelmäßig Romane von Jeffery Deaver. In der Hörbuchadaptation der Autobiografie Heath Ledger – The Last Days (2009) fungierte Wunder als Erzähler.

## Hörbücher (Auswahl)
- Jeffery Deaver: Die Menschenleserin. Random House Audio, München 2008, ISBN 978-3-86604-796-9.
- David Alan Mack, Dayton Ward & Kevin Dilmore: Star Trek Vanguard – Reihe, Buch 1–8, Audible, 2010–2013[16]
- Jean-Christophe Grangé: Der Ursprung des Bösen. Lübbe Audio, Köln 2012, ISBN 978-3-7857-4601-1. (6 CDs gekürzt 450 Min., Download ungekürzt, 1070 Min.)
- Ben Aaronovitch: Die Flüsse von London. Jumbo Neue Medien & Verlag, Hamburg 2012, ISBN 978-3-8337-3001-6.
- Ben Aaronovitch: Schwarzer Mond über Soho. Jumbo Neue Medien & Verlag, Hamburg 2012, ISBN 978-3-8337-3015-3.
- Stephen King: Shining, Lübbe Audio 2012, ISBN 978-3-7857-4604-2
- Joanne K. Rowling unter dem Pseudonym Robert Galbraith: Der Ruf des Kuckucks, erster Band der Cormoran-Strike-Reihe. ungekürzte Lesung. Random House Audio, 2013, ISBN 978-3-8371-2498-9. (MP3, 16 Stunden). Es folgten die Fortsetzungsromane Der Seidenspinner (2014), Die Ernte des Bösen (2016), Weißer Tod (2018). Böses Blut (2020), Das tiefschwarze Herz (2022) und Das strömende Grab (2023).
- William Boyd: Solo – Ein James-Bond-Roman. OSTERWOLDaudio (Hörbuch Hamburg), Hamburg 2013, ISBN 978-3-86952-182-4.
- Ben Aaronovitch: Ein Wispern unter Baker Street. Jumbo Neue Medien & Verlag, Hamburg 2013, ISBN 978-3-8337-3123-5.
- Ben Aaronovitch: Der böse Ort. Jumbo Neue Medien & Verlag, Hamburg 2014, ISBN 978-3-8337-3221-8
- Lars Simon: Lennart Malmkvist und der ziemlich seltsame Mops des Buri Bolmen. Jumbo Neue Medien & Verlag, Hamburg 2016, ISBN 978-3-8337-3601-8
- Lisa Papademetriou: Cars 2 (Romanadaption), der Hörverlag 2017, ISBN 978-3-8445-2572-4
- D.B. John: Stern des Nordens Argon Verlag GmbH, 2018 Rowohlt Verlag GmbH ISBN 978-3-8052-0332-6
- Robert Galbraith (J.K. Rowling): Böses Blut: Ein Fall für Cormoran Strike, Random House Audio 2020, ISBN 978-3-8371-5449-8
- Marc Elsberg: Der Fall des Präsidenten, Random House Audio 2021, ISBN 978-3-8371-5463-4 (ungekürzt: Audible)
- Wolfgang Schorlau & Claudio Caiolo: DER TINTENFISCHER: Commissario Morello ermittelt in Venedig, Argon Verlag GmbH, 2021, ISBN 978-3-8398-1856-5
  - Wolfgang Schorlau & Claudio Caiolo: DER TINTENFISCHER: Commissario Morello ermittelt in Venedig, Argon Verlag GmbH, 2021, ISBN 978-3-7324-5552-2 (Hörbuch-Download, ungekürzt)
- David Lagercrantz: Der Mann aus dem Schatten, Random House Audio, 2022, ISBN 978-3-8371-5910-3
  - David Lagercrantz: Der Mann aus dem Schatten, Random House Audio, 2022, ISBN 978-3-8371-5912-7 (Hörbuch-Download, ungekürzt)
- Robert Galbraith (J.K. Rowling): Das tiefschwarze Herz, Random House Audio 2022, ISBN 978-3-8371-6314-8
- Arno Strobel: Mörderfinder – Mit den Augen des Opfers, Argon Verlag, 2023, ISBN 978-3-7324-2052-0 (Mörderfinder 3, Hörbuch-Download)
- Robert Galbraith (J.K. Rowling): Das strömende Grab, Random House Audio 2023, ISBN 978-3-8371-6678-1 (Cormoran Strike 7)
- David Lagercrantz: Das Bild der Toten, Random House Audio, 2024, ISBN 978-3-8371-6675-0 (Rekke Vargas 2)
- Danny Morgenstern: Blutlauf - Jogge nie allein!, In Farbe und Bunt, 2024, ISBN 978-3-9593-6524-6
- Arno Strobel: Mörderfinder – Das Muster des Bösen, Argon Verlag, 2025, ISBN 978-3-7324-2155-8 (Max Bischoff - Band 5)

## Hörspiele (Auswahl)
- 2006: Johanna Sinisalo: Troll – Eine Liebesgeschichte (Dr. Spiderman) – Bearbeitung und Regie: Michael Schlimgen (Hörspielbearbeitung – WDR)
- 2006: Dirk Josczok: Lovebox (Valentino) – Regie: Burkhard Ax (Original-Hörspiel – WDR)
- 2007: Jörg Buttgereit: Sexplosion in Shinjuku. Ein Pinku-Hörspiel (Silver/Sunny) – Regie: Jörg Buttgereit (Originalhörspiel, Kriminalhörspiel – WDR)
- 2006–2007 (Komplett Veröffentlichung 2007): Star Wars: Labyrinth des Bösen (nach dem gleichnamigen Roman von James Luceno) als Dyne – Buch und Regie Oliver Döring – ISBN 978-3-8291-2087-6

- 2009: Lady Bedfort Folge 18: Lady Bedfort und die Papageieninsel, Hörplanet, als Nigel Harker
- Seit 2012: Ben Aaronovitch: Die-Flüsse-von-London-Reihe (Verlag Jumbo Neue Medien)
- 2014: Stuart Kummer, Edgar Linscheid: 300 %. und die Scheiße mit dem Schulgarten – Regie: Stuart Kummer (Originalhörspiel, Kriminalhörspiel – Edgar Linscheid (Ausgestrahlt vom WDR))
- 2015–2017: Ivar Leon Menger: Monster 1983 (Lübbe Audio- und Audible-Hörspielserie) als Pat Wyman

Quelle: ARD-Hörspieldatenbank

## Liste der Synchronisationen (Auswahl)

### FürDaniel Craig
- 1998: Love Is the Devil
- 2005: Die rote Verschwörung
- 2006: James Bond 007: Casino Royale
- 2006: Kaltes Blut – Auf den Spuren von Truman Capote
- 2007: Sword of Honour
- 2007: Invasion
- 2007: Der Goldene Kompass
- 2008: Flashbacks of a Fool
- 2008: James Bond 007: Ein Quantum Trost
- 2008: Unbeugsam – Defiance
- 2011: Cowboys & Aliens
- 2011: Dream House
- 2011: Die Abenteuer von Tim und Struppi – Das Geheimnis der Einhorn
- 2011: Verblendung
- 2012: James Bond 007: Skyfall
- 2015: James Bond 007: Spectre
- 2015: Star Wars: Das Erwachen der Macht
- 2017: Kings
- 2017: Logan Lucky
- 2019: Knives Out – Mord ist Familiensache
- 2021: James Bond 007: Keine Zeit zu sterben
- 2022: Glass Onion – A Knives Out mystery
- 2024: Queer

### FürDon Cheadle
- 1998: Bulworth
- 1999: A Lesson Before Dying – Zwischen Leben und Tod
- 2001: Manic
- 2001: Passwort: Swordfish
- 2001: Ocean’s Eleven
- 2003: State of Mind
- 2004: Attentat auf Richard Nixon
- 2004: Hotel Ruanda
- 2004: After the Sunset
- 2004: L.A. Crash
- 2004: Ocean’s 12
- 2007: Ocean’s 13
- 2007: Talk to Me
- 2008: Traitor
- 2009: Das Hundehotel
- 2010: Gesetz der Straße – Brooklyn’s Finest
- 2010: Iron Man 2
- 2011: The Guard – Ein Ire sieht schwarz
- 2012: Flight
- 2013: Iron Man 3
- 2015: Miles Ahead
- 2015: Avengers: Age of Ultron
- 2016: The First Avenger: Civil War
- 2018: Avengers: Infinity War
- 2019: Captain Marvel
- 2019: Avengers: Endgame
- 2021: The Falcon and the Winter Soldier (Fernsehserie)
- 2021: Space Jam: A New Legacy
- 2021: What If…?
- 2023: Secret Invasion

### Weitere
- 1997: Hilfe, ich habe eine Familie! als Sam Field
- 1999: Dragon Ball als Tambourin
- 2003: Bad Boys 2 für Martin Lawrence als Detective Marcus Burnett
- 2003: Die Wutprobe als Dave Buznik
- 2007: Bioshock als Atlas / Frank Fontaine
- 2008: Drakensang als Jost
- 2009–2014: White Collar als Mozzie
- 2011: Cars 2 als Finn McMissile
- 2012: Assassin’s Creed III als Haytham Kenway
- 2014: Assassin’s Creed Rogue als Haytham Kenway
- 2015: Fallout 4 als Paladin Danse
- 2019: Jojo Rabbit als Hauptmann Klenzendorf
- seit 2022: Overwatch 2 als Ramattra
- seit 2023: Agent Elvis als Bobby Ray
- 2022: für Gotham Knights als Alfred Pennyworth
- 2023: für Adam Sandler als Nick Spitz in Murder Mystery 2
- 2024: für Mike Epps als O'Neil in Madame Web
- 2024: Christopher Meloni als Cosmo in IF: Imaginäre Freunde
- 2025: Mark Bonnar als Stephen Burns in Department Q (Fernsehserie)

## Auszeichnungen
- Deutscher Preis für Synchron 2004:

Nominierung in der Kategorie „Herausragende männliche Synchronarbeit“ für Thomas Lennon in Reno 911!
- Deutscher Preis für Synchron 2008:

Nominierung in der Kategorie „Herausragende Synchronregie“ für Departed – Unter Feinden
- Synchron-Zuhörerpreis Die Silhouette 2008:

Auszeichnung in der Kategorie „Bester Synchronschauspieler – Film“ für Daniel Craig in James Bond – Casino Royale
- Ohrkanus 2011:

Auszeichnung in der Kategorie „Beste Lesung (Kinder/Jugendliche)“ für Die Chroniken der Weltensucher – Der Palast des Poseidon von Thomas Thiemeyer
- Hörkules 2012:

Nominierung für Schuldig von Jodi Picoult